# Amata damarensis
Amata damarensis là một loài bướm đêm thuộc phân họ Arctiinae, họ Erebidae.